# Saison de Mai
Saison de Mai is een Belgisch bier van hoge gisting.
Het bier wordt gebrouwen in Brouwerij Saint-Monon te Ambly (Nassogne).
Het is een amberkleurig licht troebel bier, type saison met een alcoholpercentage van 8,3%. Dit bier heeft een hoger alcoholpercentage dan een normale saison.